# Por siempre
Por siempre es el sexto álbum de la agrupación de cuarteto Chébere. Fue editado en 1979 por Philips en disco de vinilo.

## Lista de canciones
Lado 1
1. «Esta noche pago yo» (D. Modugno, C. Mapel) – 2:39
2. «Todo ya pasó María» (Ángel E. Videla) – 3:40
3. «De ahora en más» (Marco) – 2:52
4. «Te he dado todo mi cariño» (Rubén Lotes, J. O. Orquera) – 2:57
5. «El preso Nº 9» (Hnos. Cantoral) – 2:41

Lado 2
1. «Nostalgioso corazón» (Dino Ramos) – 2:43
2. «Di que no es cierto» (Ángel E. Videla, Pablo Zubillaga) – 2:41
3. «Te extrañaré mi amor... te extrañaré» (Henry Nelson) – 3:11
4. «Amo tus ojos azules» (Lalo Fransen) – 3:15
5. «Alcoba prestada» (Dino Ramos) – 3:06

## Miembros (sin acreditar)
- Teclados: Alberto Pizzichini y Ángel Videla
- Bajo: Alberto "Beto" Guillén
- Violín: Hugo "Huesito" Terragni
- Voz: Miguel Antonio "Pelusa" Calderón
- Locución y animación: Eduardo “Pato” Lugones[1]